# Борисов, Анатолий Викторович (физик)
Анатолий Викторович Борисов (род. 14 июля 1949, Ханлар) — советский и российский физик-теоретик, профессор МГУ имени Ломоносова.

## Биография
Окончил с отличием физический факультет МГУ (1972). Кандидат физико-математических наук (1976). Тема кандидатской диссертации: «Синхротронное излучение в сильных полях». Доктор физико-математических наук (1992). Тема докторской диссертации: «Эффекты взаимодействия фермионов и бозонов в сильных внешних полях». Профессор кафедры теоретической физики физического факультета МГУ (1997).

## Научная деятельность
Область научных интересов: физика элементарных частиц.
Построил теорию синхротронного излучения и однофотонных процессов рождения и аннигиляции электрон-позитронных пар в сверхсильном магнитном поле. Развил теорию электродинамических процессов во внешних электромагнитных полях в высших порядках по константе связи с учётом поляризационных эффектов. Исследовал процессы рождения пар заряженных частиц (бозонов и фермионов) частицей, движущейся во внешнем магнитном поле. Проанализировал электромагнитные свойства массивных дираковских и майорановских нейтрино, движущихся во внешних электромагнитных полях, и указал возможные астрофизические эффекты. Исследовал возможные эффекты майорановских нейтрино в редких распадах мезонов и в глубоконеупругих протон-протонных и лептон-протонных процессах рассеяния, возможных на будущих суперколлайдерах.
Участвовал как лектор в работе школы «Квантовые частицы в интенсивных полях» Кишинев, 1985[значимость факта?].

## Публикации
Опубликовал более 80 научных работ, в том числе:

### Книги
1. А. А. Соколов, И. М. Тернов, В. Ч. Жуковский, А. В. Борисов. Квантовая электродинамика. — М.: Изд-во Моск. ун-та, 1983. — 312 с.
2. А. А. Соколов, И. М. Тернов, В. Ч. Жуковский, А. В. Борисов. Калибровочные поля. — М.: Изд-во МГУ, 1986. — 260 с.
3. А. В. Борисов. Основы квантовой механики. — М.: Изд-во физического ф-та МГУ, 1999. — 88 с.

### Статьи
1. А. Али, А. В. Борисов, Д. В. Журидов. Тяжелые майорановские нейтрино в рождении дилептонов в глубоконеупругом лептон-протонном рассеянии. Ядерная физика, 2005, т. 68, № 12, с. 2123—2129.
2. А. Али, А. В. Борисов, М. В. Сидорова. Майорановские нейтрино в редких распадах мезонов. Ядерная физика, 2006, т. 69, № 3, с. 497—506.
3. A. Ali, A. V. Borisov, D. V. Zhuridov. Probing new physics in the neutrinoless double beta decay using electron angular correlation. Phys. Rev. D, 2007, vol. 76, 093009 (25 p.).